# Karl Zimmermann (Admiral)
Karl Zimmermann (* 18. Januar 1863 in Darmstadt; † 23. Februar 1916 in Wilhelmshaven) war ein deutscher Konteradmiral der Kaiserlichen Marine.

## Leben
Karl Zimmermann trat am 15. April 1881 in die Kaiserliche Marine ein. Nachdem er am 16. Juli 1887 Leutnant zur See geworden war, war er 1892 in der I. Matrosendivision. Von Juli 1898 bis 9. November 1898 war er als Kapitänleutnant Kommandant der Rhein.
Als Korvettenkapitän war er von Oktober 1902 bis April 1903 Kommandant der Hela und wurde mit der Indienststellung ab 12. Mai 1903 Kommandant der Arcona, welche er bis September 1904 führte.
Von Oktober 1906 bis September 1907 war er Kommandant der Roon.
Als für das Herbstmanöver 1910 die Wörth reaktiviert wurde, war Zimmermann von Anfang August 1910 bis Ende September 1910 Kommandant des Schiffes.
Am 27. Januar 1911 wurde er zum Konteradmiral befördert und wurde mit der Wahrnehmung der Geschäfte des Zweiten Admirals des I. Geschwaders beauftragt. Von August 1914 bis zu seinem Tod im Februar 1916 war er Inspekteur der II. Marine-Inspektion.
Am 8. April 1902 heiratete er in Wiesbaden Emilie Luise von Grolman (* 1867).